# Щупаков, Леонид Григорьевич
Леонид Григорьевич Щупаков (19 октября 1939, Одесса / Белая Церковь — 28.12.2020) — советский футболист, защитник, полузащитник.

## Биография
Родился 19 октября 1939 года.
Воспитанник ФШМ Киев, тренер В. Балакин. Начинал играть в 1957—1958 годах в команде класса «Б» «Колхозник» Полтава. В 1960 году играл за дубль ЦСКА, в 1961 провёл 30 игр в классе «Б» за СКА Львов. Играл на этом уровне за «Колхозник» (1962), команду города Серпухова (1962), «Черноморец» Одесса (1963, 1964 — дубль). В 1965—1966 годах в классе «Б» (D3) выступал за «Автомобилист» Одесса. Во второй половине сезона-67 сыграл три матча за ЦСКА в чемпионате и в полуфинале Кубка СССР 1966/67. Следующие два года провёл в дубле команды, после чего завершил карьеру (в 1968 году был также в составе «Дунайца» Измаил).
Окончил Одесский педагогический институт им. К. Д. Ушинского по специальности «Физическое воспитание». С 1982 года — учитель физкультуры в школе № 1519 Москвы. С 2011 года фотография Щупакова размещена на Доске почета на Строгинском бульваре.
Ушел из жизни 28 декабря 2020 года. .

## Семья
Старший брат Олег также футболист.